# Santa Maria de Távora
Santa Maria de Távora ou Távora (Santa Maria) foi uma freguesia portuguesa do Município de Arcos de Valdevez, com 4,33 km² de área e 690 habitantes (2011). Densidade: 159,4 hab/km².
Foi extinta em 2013, no âmbito de uma reforma administrativa nacional, tendo sido agregada à freguesia de São Vicente de Távora, para formar uma nova freguesia denominada União das Freguesias de Távora (Santa Maria e São Vicente) com sede em Santa Maria de Távora.

## População
| População da freguesia de Távora (Santa Maria) | População da freguesia de Távora (Santa Maria) | População da freguesia de Távora (Santa Maria) | População da freguesia de Távora (Santa Maria) | População da freguesia de Távora (Santa Maria) | População da freguesia de Távora (Santa Maria) | População da freguesia de Távora (Santa Maria) | População da freguesia de Távora (Santa Maria) | População da freguesia de Távora (Santa Maria) | População da freguesia de Távora (Santa Maria) | População da freguesia de Távora (Santa Maria) | População da freguesia de Távora (Santa Maria) | População da freguesia de Távora (Santa Maria) | População da freguesia de Távora (Santa Maria) | População da freguesia de Távora (Santa Maria) |
| ---------------------------------------------- | ---------------------------------------------- | ---------------------------------------------- | ---------------------------------------------- | ---------------------------------------------- | ---------------------------------------------- | ---------------------------------------------- | ---------------------------------------------- | ---------------------------------------------- | ---------------------------------------------- | ---------------------------------------------- | ---------------------------------------------- | ---------------------------------------------- | ---------------------------------------------- | ---------------------------------------------- |
| 1864                                           | 1878                                           | 1890                                           | 1900                                           | 1911                                           | 1920                                           | 1930                                           | 1940                                           | 1950                                           | 1960                                           | 1970                                           | 1981                                           | 1991                                           | 2001                                           | 2011                                           |
| 719                                            | 838                                            | 822                                            | 806                                            | 871                                            | 887                                            | 854                                            | 992                                            | 1 078                                          | 927                                            | 841                                            | 819                                            | 766                                            | 729                                            | 690                                            |

| Distribuição da População por Grupos Etários | Distribuição da População por Grupos Etários | Distribuição da População por Grupos Etários | Distribuição da População por Grupos Etários | Distribuição da População por Grupos Etários | Distribuição da População por Grupos Etários | Distribuição da População por Grupos Etários | Distribuição da População por Grupos Etários | Distribuição da População por Grupos Etários | Distribuição da População por Grupos Etários |
| -------------------------------------------- | -------------------------------------------- | -------------------------------------------- | -------------------------------------------- | -------------------------------------------- | -------------------------------------------- | -------------------------------------------- | -------------------------------------------- | -------------------------------------------- | -------------------------------------------- |
| Ano                                          | 0-14 Anos                                    | 15-24 Anos                                   | 25-64 Anos                                   | > 65 Anos                                    |                                              | 0-14 Anos                                    | 15-24 Anos                                   | 25-64 Anos                                   | > 65 Anos                                    |
| 2001                                         | 92                                           | 110                                          | 366                                          | 161                                          |                                              | 12,6%                                        | 15,1%                                        | 50,2%                                        | 22,1%                                        |
| 2011                                         | 80                                           | 59                                           | 352                                          | 199                                          |                                              | 11,6%                                        | 8,6%                                         | 51,0%                                        | 28,8%                                        |

## Património
- Igreja paroquial
- Santuário de Nossa Senhora da Piedade
- Capela de São João Baptista
- Casa da Comenda (com capela)
- Casa do Mato (com capela)
- Casa da Cancela.